# Alpinia glacicaerulea
Alpinia glacicaerulea är en enhjärtbladig växtart som beskrevs av Rosemary Margaret Smith. Alpinia glacicaerulea ingår i släktet Alpinia och familjen Zingiberaceae.
Artens utbredningsområde är Sulawesi. Inga underarter finns listade i Catalogue of Life.